# Plains (Teksas)
Plains – miasto w Stanach Zjednoczonych, w stanie Teksas, siedziba administracyjna hrabstwa Yoakum.